# Fête des Vignerons
Ne doit pas être confondu avec Fête des vendanges ou Fêtes de la vigne.
La fête des Vignerons est une fête traditionnelle qui a lieu une fois par génération — soit quatre à cinq fois par siècle — à Vevey, en Suisse.
Elle est organisée par la Confrérie des Vignerons de Vevey depuis 1797. Le conseil de la Confrérie est libre de choisir les intervalles de temps entre les fêtes, le maximum étant cinq fois par siècle. Jusqu'à maintenant, l'intervalle entre deux fêtes a varié entre 14 et 28 ans. L'édition la plus récente a eu lieu en 2019, soit 20 ans après la précédente (1999). Le spectacle rend hommage aux traditions et au monde viticoles, plusieurs représentations ont lieu sur la place du Marché au bord des rives du lac Léman. Des festivités ont également lieu dans la ville.
Depuis le 1er décembre 2016, la fête des Vignerons est inscrite au patrimoine culturel immatériel de l'UNESCO.

## Histoire

### Origines
On ne sait pas exactement à quand remonte l'origine de la Confrérie des Vignerons de Vevey. Le document le plus ancien attestant de son existence est le Manual de la Société, c'est-à-dire le registre de ses procès-verbaux. Le sage, vertueux et prudent chrétien Montet, seigneur abbé de la vénérable abbaye de l'Agriculture de Vevey, dite saint Urbain l'offrit à la Confrérie des Vignerons le vingt-deuxième jour du mois de juin 1647. Il existe une petite coupe de buis, dite coupe des Abbés, cerclée de médailles au nom des abbés qui se sont succédé au cours des siècles à la tête de la Confrérie, à l'intérieur se trouve le nom de Gaspar Rot et la date de 1618. Il s'agit du plus ancien témoignage de l'existence de la Confrérie.

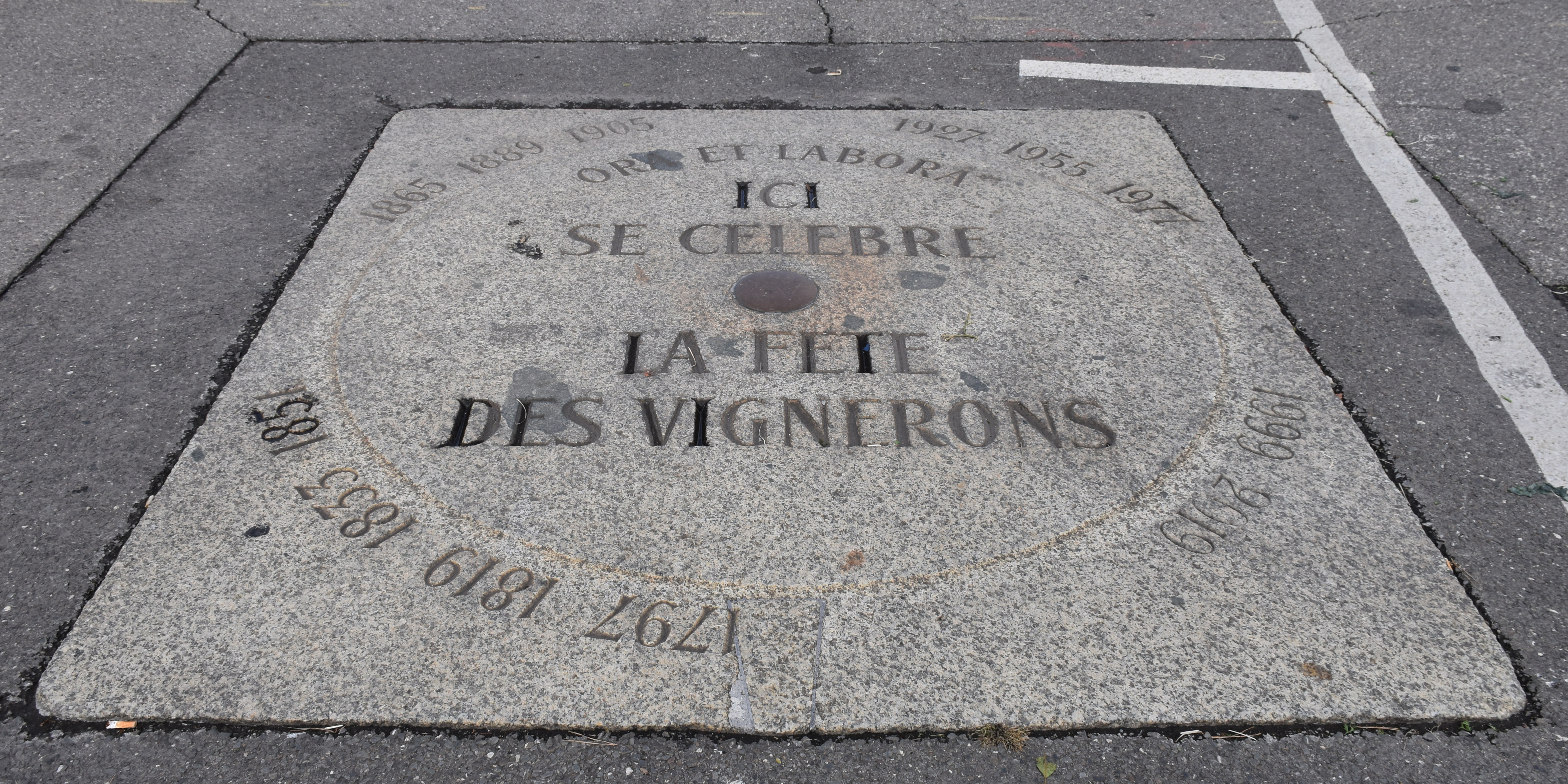
Dalle commémorative sur la place du Marché de Vevey.

Si l'on en juge par ses activités et sa devise Ora et Labora (prie et travaille) ainsi que son patron protecteur, saint Urbain, il est probable que la Confrérie existe déjà au Moyen Âge. Alors que son nom actuel pourrait le faire croire, l'abbaye de l'Agriculture ne regroupa jamais de vignerons mais des propriétaires de vignes. Ces derniers confient la tâche de la culture de leurs parchets à des vignerons-tâcherons. Les abbés (présidents du conseil de la Confrérie) sont le plus souvent des notables, membres des conseils de la ville, avocats, notaires ou juges.
À la fin du XVIIIe siècle, la Confrérie des Vignerons, qui est alors composée de bourgeois propriétaires des terres, décide de récompenser les travaux des vignerons-tâcherons les plus méritants. Alors qu'à cette époque il est plutôt de coutume de réprimander les négligents et paresseux, ils décident de valoriser les efforts entrepris pour améliorer les méthodes culturales. Des experts de la Confrérie notent, jugent et classent donc les vignerons-tâcherons. Ainsi allait naître une cérémonie de couronnement des meilleurs tâcherons qui est à l'origine de la fête. Elle se déroule alors sous la forme d'une procession. 
En 1797, sur la place du Marché de Vevey, on érige une estrade de deux mille places. Sous la présidence de l'abbé-président, le pharmacien veveysan Louis Levade, ce premier spectacle se tient le 9 août 1797. Afin de mettre en valeur la cérémonie, on crée un spectacle composé d'un cortège et d'une représentation théâtrale découpée en quatre saisons que président les divinités païennes, Palès, Bacchus et Cérès.

### XIXesiècle
En raison des troubles de la révolution vaudoise, puis des guerres napoléoniennes, les années suivantes ne permettent pas d'organiser une nouvelle fête. Il faudra attendre vingt-deux ans, soit 1819, pour assister à une nouvelle célébration. Le cycle est désormais créé. La fête de 1819 se déroule du 5 au 6 août sous la présidence du même abbé-président que la précédente, Louis Levade. Environ 730 acteurs et figurants y participent dans une arène de 2 000 places. Le canton de Vaud étant récemment entré dans la Confédération, le thème de cette première fête du XIXe siècle glorifie la tradition et le patriotisme (le Ranz des vaches y est chanté pour la première fois). Pour la première fois, un metteur en scène règle l'arrivée du cortège dans les arènes alors qu'un maître de musique choisit parmi le répertoire traditionnel des chants dont il arrange certains textes pour l'occasion. Le musée historique de Vevey possède quatre grandes aquarelles originales, par Herminie Chavannes, qui documentent les quatre saisons de cette fête peu illustrée.
La troisième fête des Vignerons se déroule du 8 au 9 août 1833 sous la direction de l'abbé-président Vincent Doret. Environ 780 acteurs et figurants y participent dans une arène de 4 000 places sous la direction du maître à danser David Constantin, sur une musique de Samuel Glady (en plus de chants tirés du répertoire traditionnel, cette édition est la première à intégrer une composition originale) et dans des costumes dessinés par Théophile Steinlen.
En 1851, la quatrième fête des Vignerons se tient du 7 au 8 août sous la direction de l'abbé-président François Déjoux. Elle est la première fête dont la musique est entièrement composée pour l'occasion (par François Grast) et forme donc une unité stylistique. Environ 900 acteurs et figurants y participent dans une arène de 8 000 places sous la direction du metteur en scène Benjamin Archinard. C'est la première fois que le corps des « Anciens Suisses » (plus tard appelés « Cent-Suisses »), auparavant destinés à encadrer le cortège, défilent.
C'est également François Grast qui compose la musique de la fête des Vignerons suivante, qui se déroule du 26 au 27 juillet 1865 et est placée sous la direction de l'abbé-président Louis Bonjour. Environ 1200 acteurs et figurants y participent dans une arène de 10 500 places sous la direction du maître à danser Benjamin Archinard, comme lors de la fête précédente, et Pierre Lacaze (costumes et mise en scène). La fête prenant de l'ampleur, elle se trouve en déficit et doit faire appel à une souscription publique à hauteur d'un tiers de son budget.

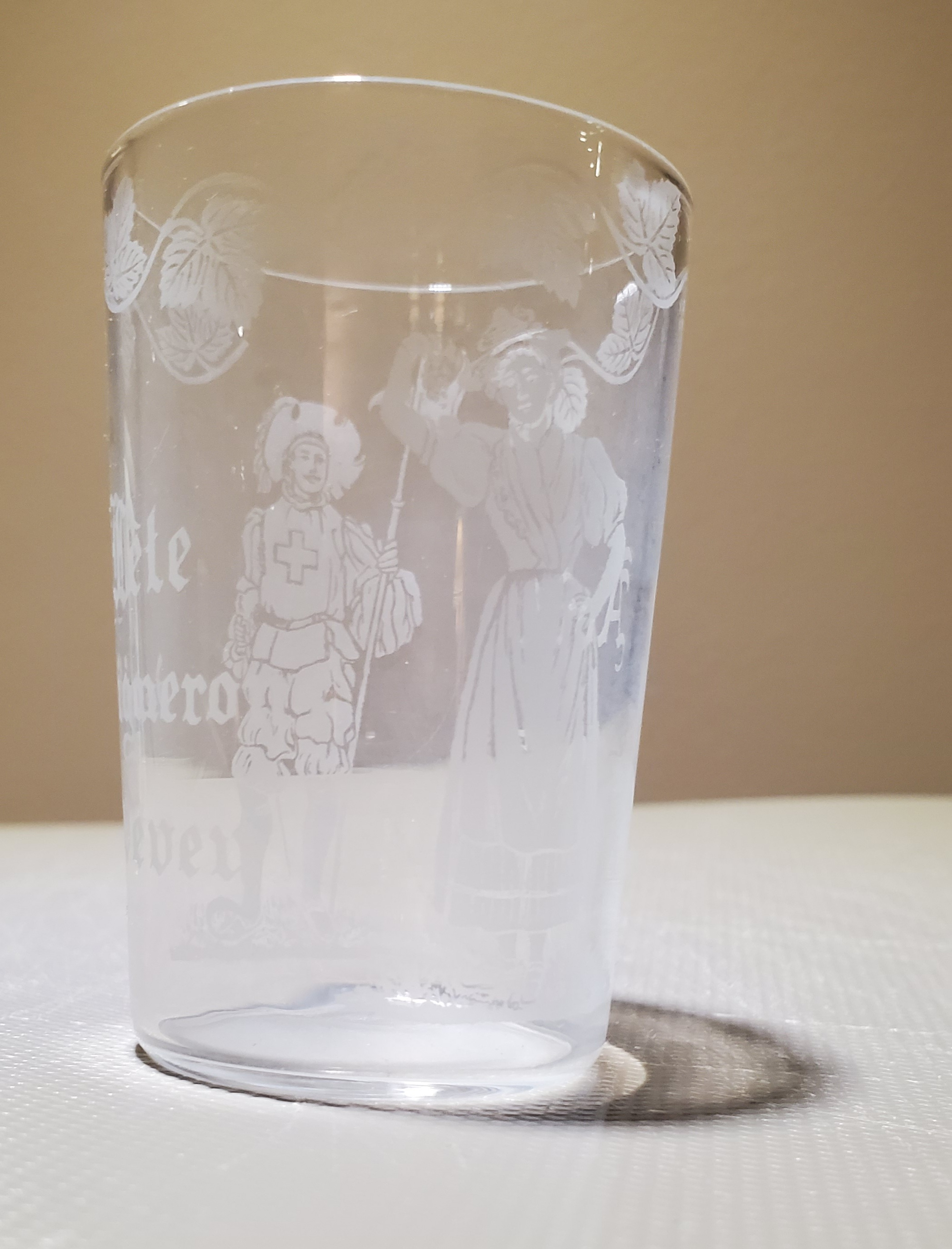
Verre de la fête des Vignerons à Vevey en 1905

Du 5 au 9 août 1889 se tient la sixième fête des Vignerons, sous la direction de l'abbé-président (et ancien président de la Confédération) Paul Ceresole. À cette occasion, le spectacle mis en scène par Ernest Burnat et mis en musique par Hugo de Senger réunit 1379 acteurs et figurants et se déroule dans une arène de 12 000 places. C'est la première fois que le Ranz des vaches est interprété par un soliste seul, Placide Curtat, et pas par un chœur d'armaillis. La performance très remarquée du soliste ancre durablement la fonction symbolique de ce chant dans la fête et consacre le lien étroit existant entre Vevey et les hauteurs de la Veveyse fribourgeoise et de la Gruyère.

### XXesiècle
Du 4 au 9 août 1905 se déroule la septième fête des Vignerons. Sous la direction de l'abbé-président, le conseiller national radical Émile Gaudard, elle est mise en scène par René Morax (également auteur du livret) sur une musique de Gustave Doret. Elle est la première fête à ne devoir son livret qu'à une seule personne et se distingue des précédentes par le fait que le cortège devient un élément secondaire. C'est également la première fête à ne pas restreindre la participation des femmes et des jeunes filles (les bacchantes étaient parfois interprétées par des hommes travestis). Environ 1 800 acteurs et figurants y participent, dans une arène de 12 500 places.
Du 1er au 9 août 1927 se tient la huitième fête des Vignerons, sous la direction du même abbé-président que la précédente, Émile Gaudard, alors délégué de la Suisse à la Société des Nations. La mise en scène est assurée par Edouard Vierne (René Morax a décliné l'invitation), remplacé par A. Durec quelques semaines avant la fête, alors que la musique est composée comme lors de la précédente fête par Gustave Doret et le livret par Pierre Girard. Y participent environ 2 000 figurants, réunis dans une arène de 14 000 places inspirée d'une ville médiévale entourée d'une muraille et de tours.

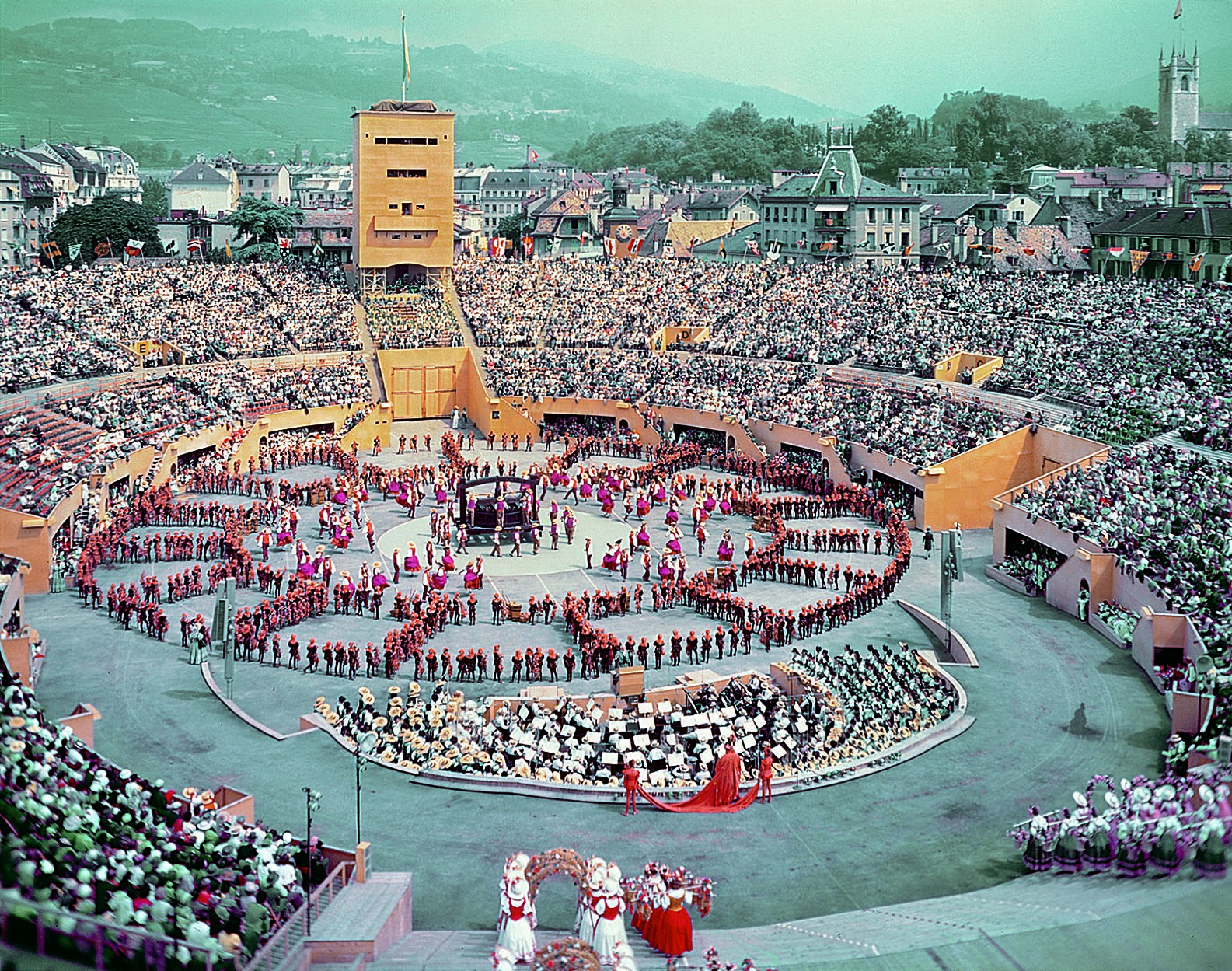
Arène en 1955.

En 1955, la fête des Vignerons se déroule du 1er au 15 août sous la direction de l'abbé-président David Dénéréaz. Dans un contexte de multiplication des possibilités de divertissement, une décennie à peine après la fin de la Seconde Guerre mondiale, l'organisation se professionnalise : il s'agit de la première fête à avoir une visée internationale, faisant plus que doubler de capacité par rapport à la précédente (les premières représentations ne sont pas entièrement complètes, mais des supplémentaires sont organisées à la suite du succès de celles-ci). Le spectacle est mis en scène par Oscar Eberlé sur une musique de Carlo Hemmerling et un livret de Géo H. Blanc. 3 850 figurants y participent dans une arène de 16 000 places. L'édition 1955 est la première à organiser des représentations nocturnes.
Du 30 juillet au 14 août 1977 se tient la dixième fête des Vignerons, sous la direction de l'abbé-président, Philippe Dénéréaz. Elle est mise en scène par Charles Apothéloz sur une musique de Jean Balissat et un livret d'Henri Debluë. Les décors et les costumes sont dessinés par Jean Monod. 4 250 figurants y participent dans une arène de 15 776 places organisée autour d'une grande horloge solaire dont les quatre points cardinaux indiquent les quatre saisons.
La fête des Vignerons de 1999 se déroule du 29 juillet au 15 août. Dirigée par l'abbé-président Marc-Henri Chaudet, elle est mise en scène par François Rochaix sur une musique de Jean-François Bovard, Michel Hostettler et Jost Meier. Le livret est signé François Debluë alors que Jean-Claude Maret dirige la scénographie et Catherine Zuber les costumes. Le spectacle met en scène Arlevin, un vigneron-tâcheron qui représente les vignerons couronnés (le couronnement n'a lieu que pendant la première représentation). 5 050 figurants (dont 670 écuyers) y participent dans une arène de 16 000 places. Le 11 août, le public a pu apercevoir, pendant le spectacle, la seule éclipse solaire totale de la décennie.

### XXIesiècle
Le 1er décembre 2016, la fête des Vignerons est inscrite au patrimoine culturel immatériel de l'humanité, liste définie par l'UNESCO. Il s'agit de la première tradition suisse à y figurer.
En février 2019, deux députés conservateurs proposent d'inscrire le Ranz des vaches comme hymne cantonal fribourgeois (le canton de Fribourg ne possédant pas d'hymne cantonal). En cas d'acceptation du décret, les deux députés invitaient le Conseil d'État à le ratifier le 20 juillet, à l'occasion de la journée officielle fribourgeoise de la fête. Ils ont retiré leur motion suivant une réponse négative du Conseil d'État.
Du 18 juillet au 11 août 2019 s'est déroulée la douzième fête des Vignerons. Placée sous la direction de l'abbé-président François Margot elle est mise en scène par Daniele Finzi Pasca dans une arène de 20 000 places. La musique est composée par Jérôme Berney, Maria Bonzanigo et Valentin Villard, alors que le livret est l’œuvre de Stéphane Blok et Blaise Hofmann. La scénographie est réalisée par Hugo Gargiulo, qui prend le relais de Jean Rabasse, la chorégraphie est assurée par Bryn Walters et les costumes dessinés par Giovanna Buzzi. Parmi les environ 6 000 acteurs et figurants, on trouve près de 1 000 chanteurs (chœurs de la région, choristes-percussionnistes, enfants), dirigés par Caroline Meyer et Céline Grandjean. Onze armaillis interprètent le Ranz des vaches, accompagnés par le chœur.
Liste des vignerons couronnés en 2019 lors de la douzième fête des Vignerons : Jean-Daniel Berthet, Antonio Figliola, Corinne Buttet, Jean-Noël Favre, Jean-Francois Franceschini, Jean-Daniel Suardet.

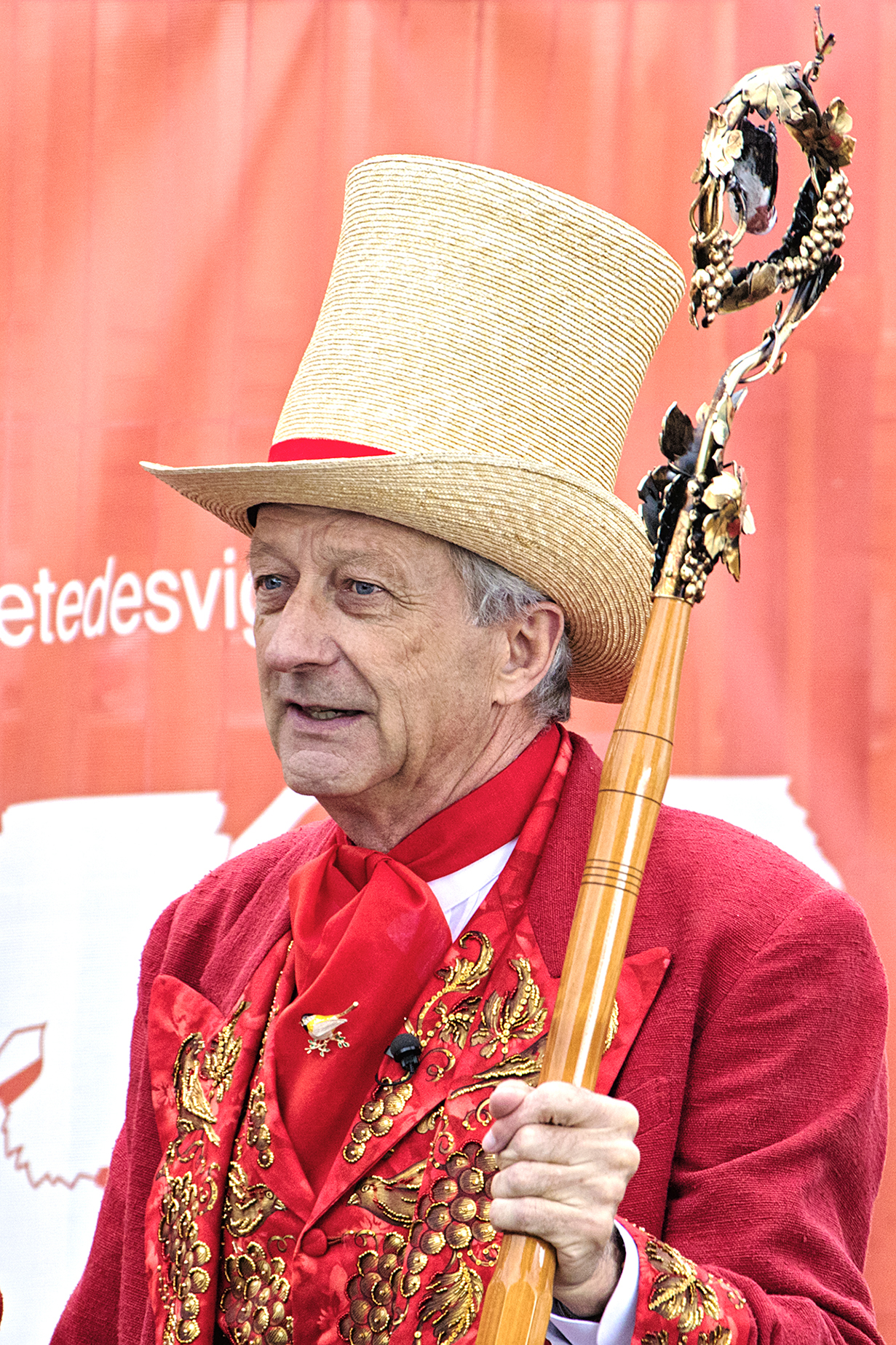
François Margot, abbé-président, cortège pour la cérémonie de proclamation.
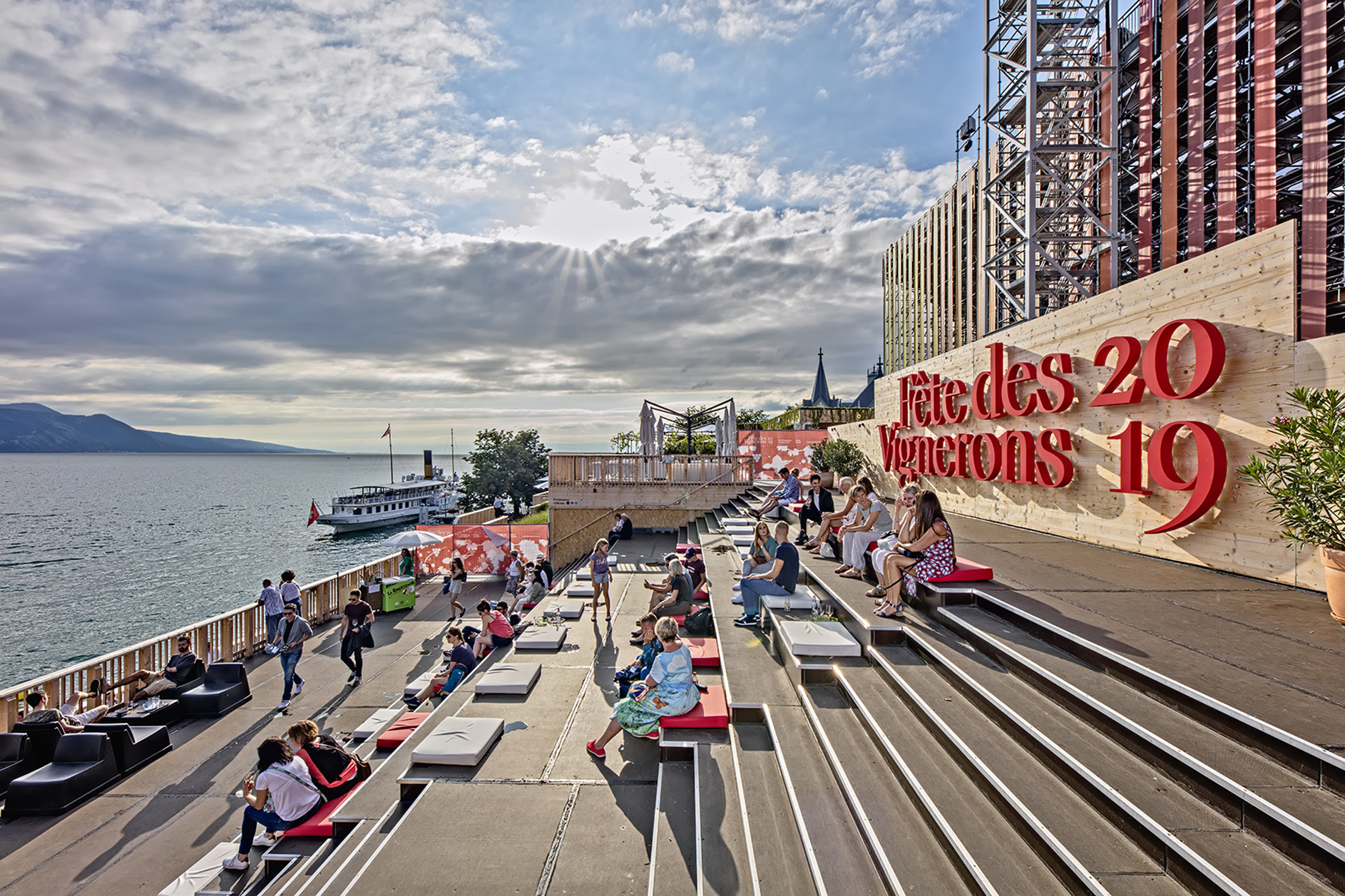
Fête en 2019 à Vevey, terrasse de la Confrérie.
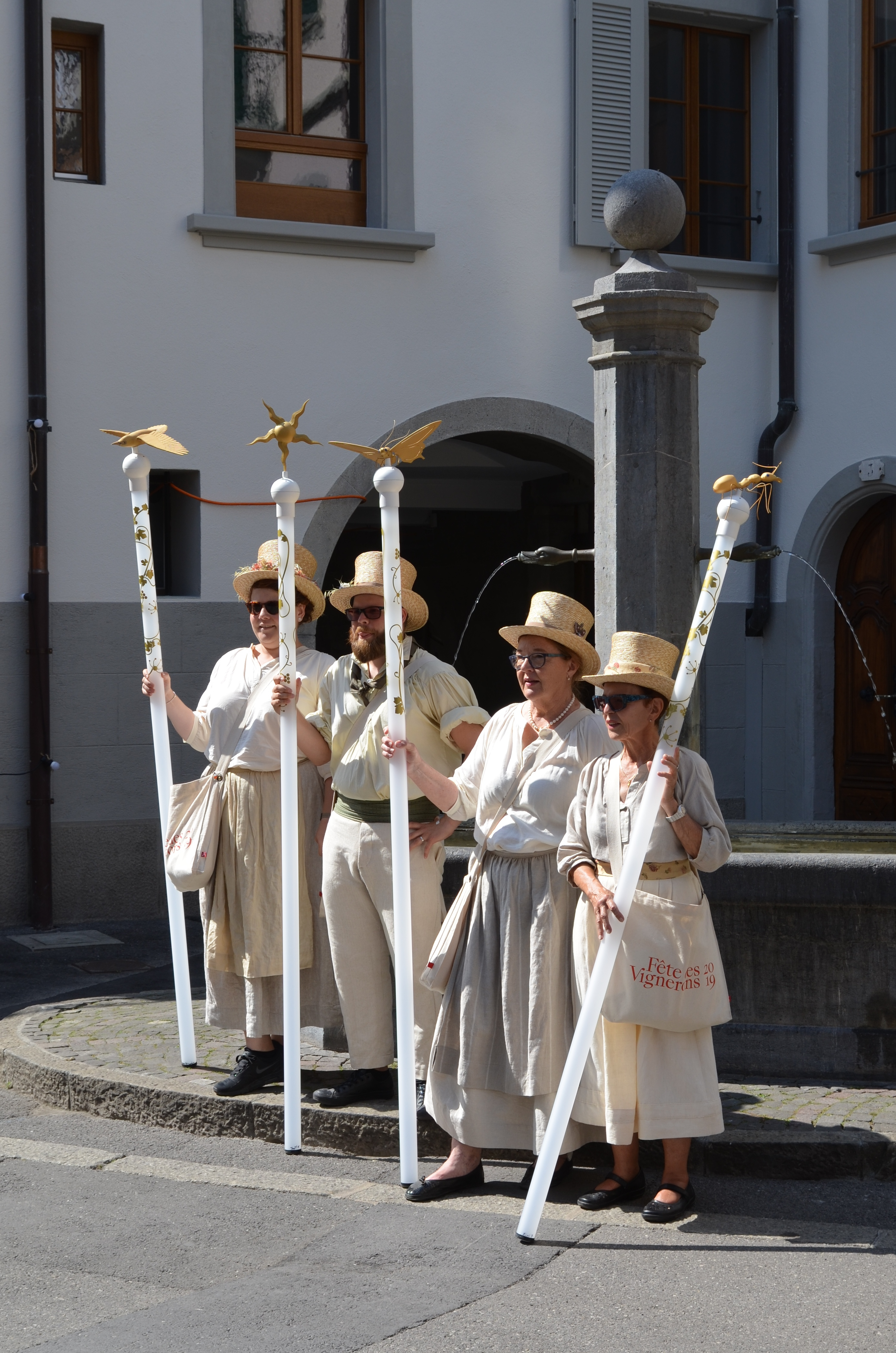
Marmousets de la fête de 2019.

## En chiffres
Évolution du nombre d'acteurs figurants :
Évolution de la capacité des arènes : 
Évolution du nombre de représentations :

## Divers

### Arènes
Plusieurs maquettes des amphithéâtres construits sur la place du Marché de Vevey sont exposées au musée historique de Vevey et au musée de la Confrérie des Vignerons.

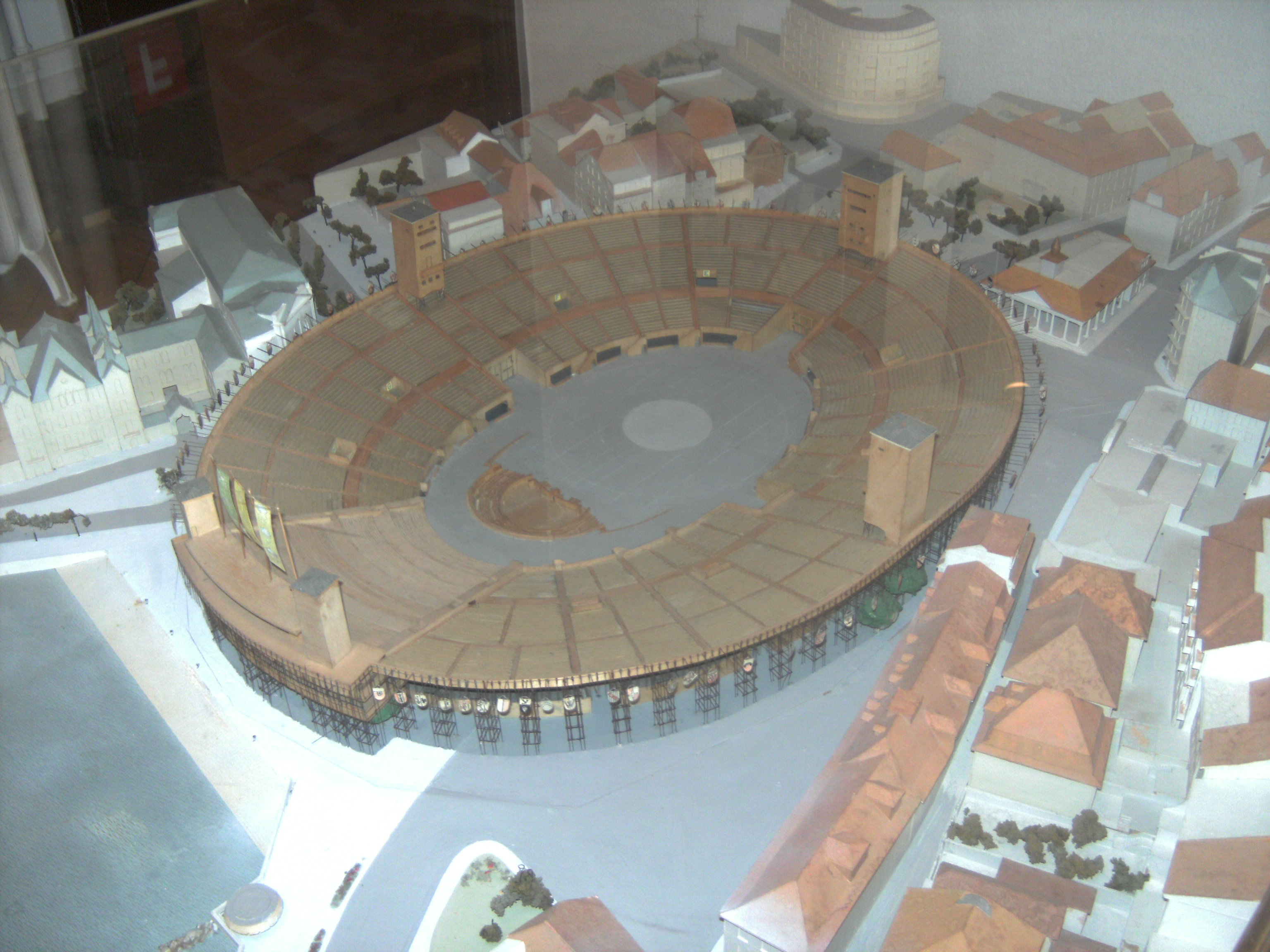
Maquette de l'amphithéâtre de 1955.
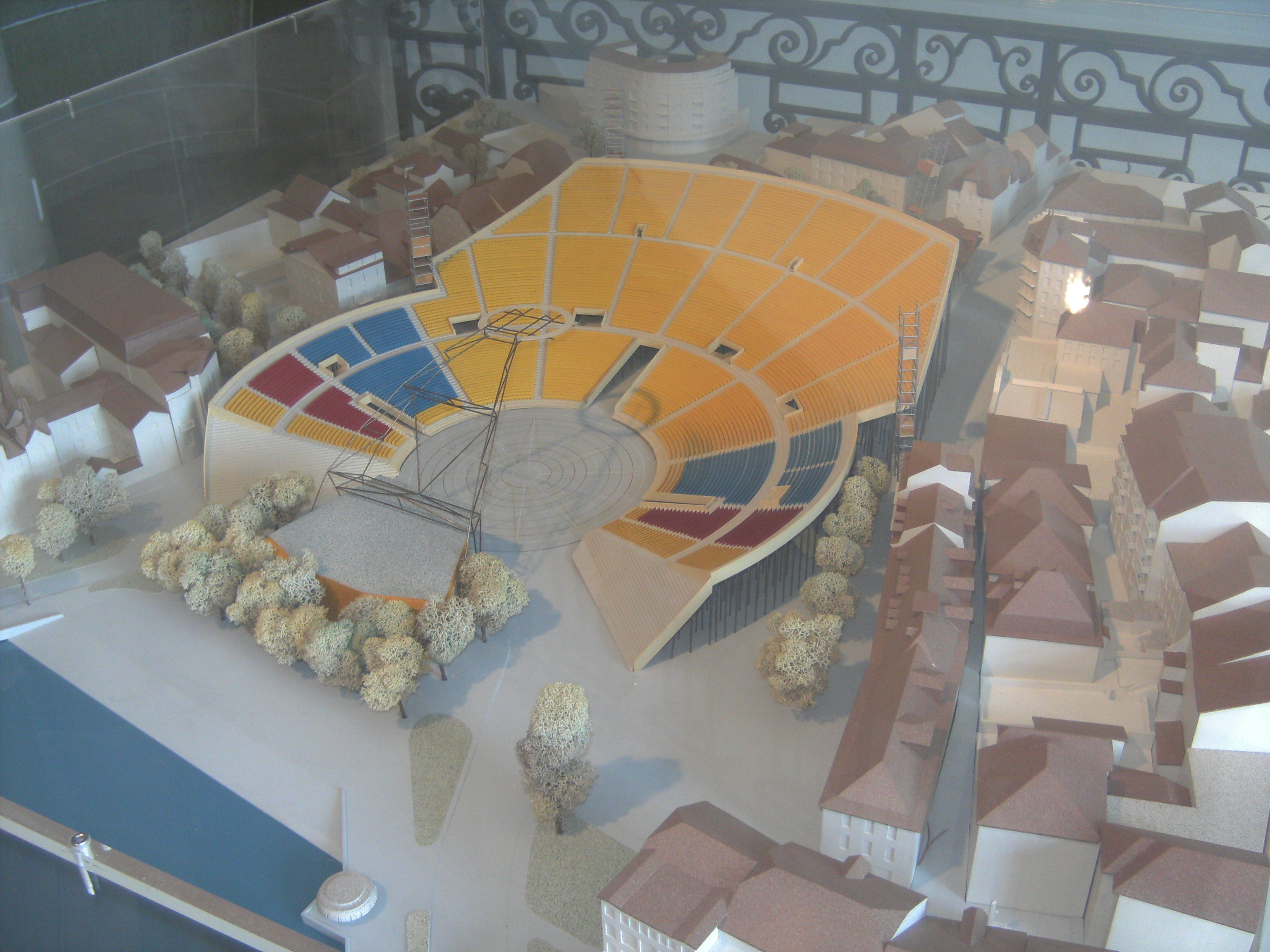
Maquette de l'amphithéâtre de 1977.
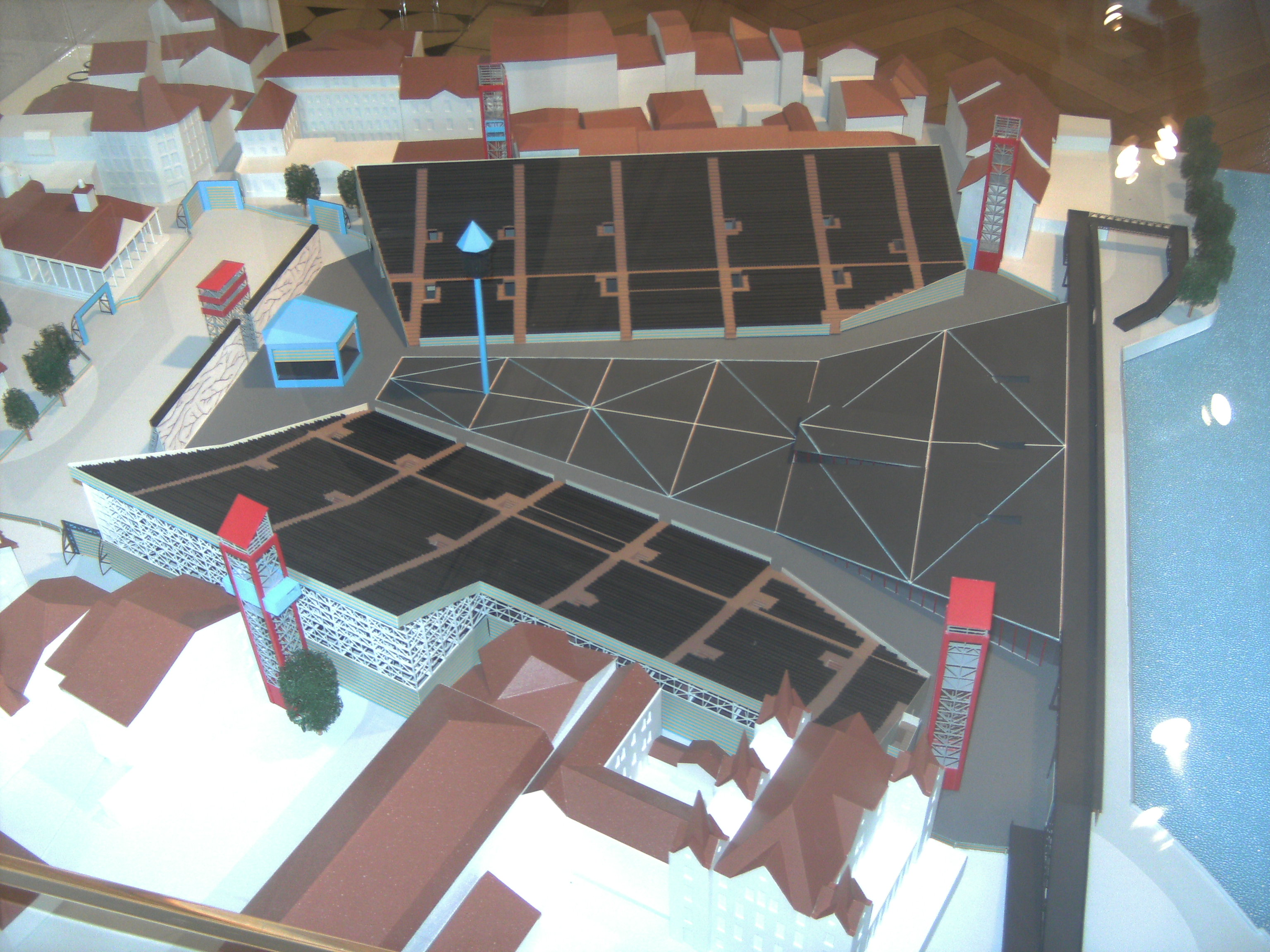
Maquette de l'amphithéâtre de 1999.

### Costumes

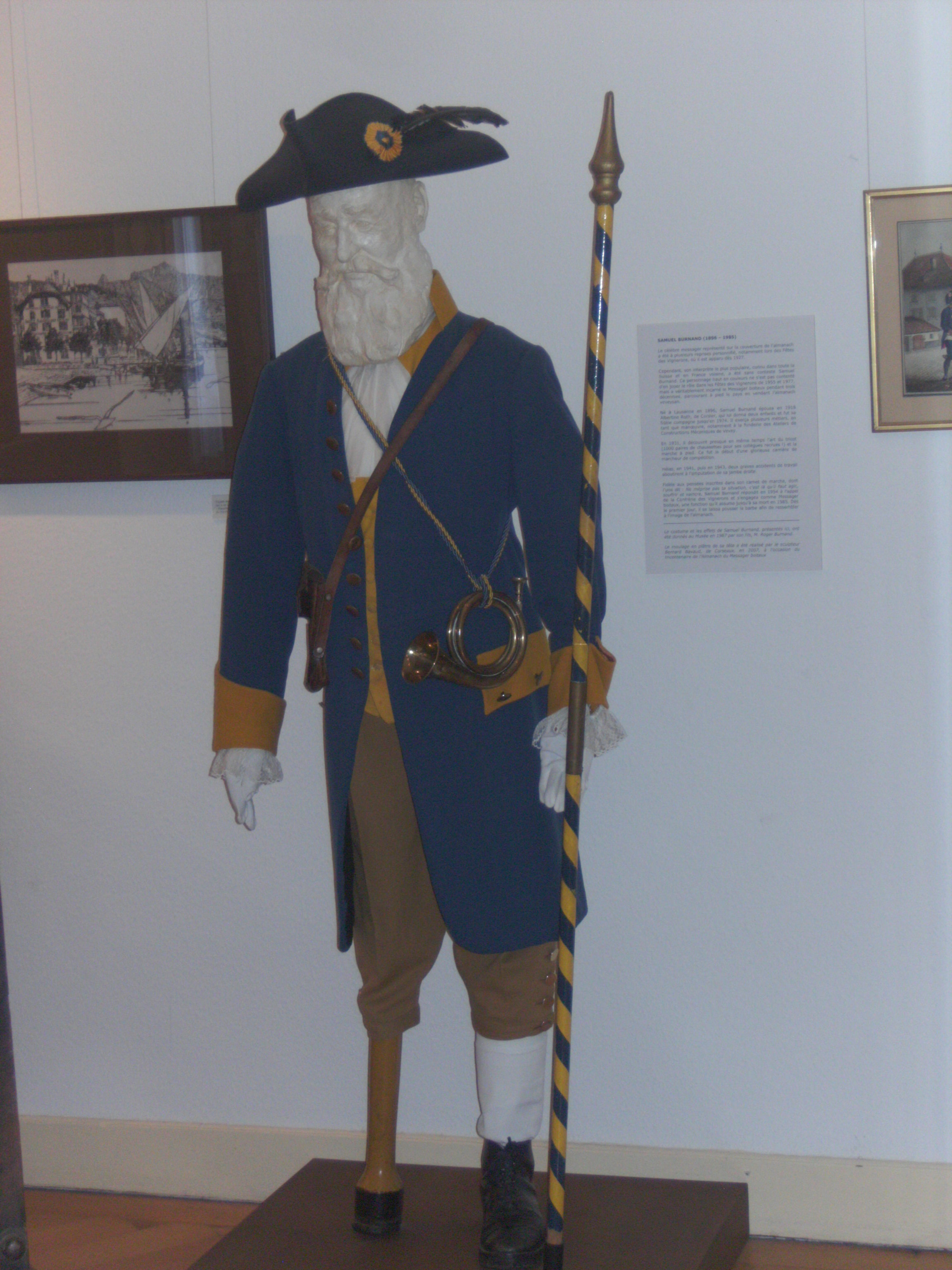
Le messager boiteux, présent depuis 1927. Costume de Samuel Burnand qui le personnifia en 1955 et 1977.
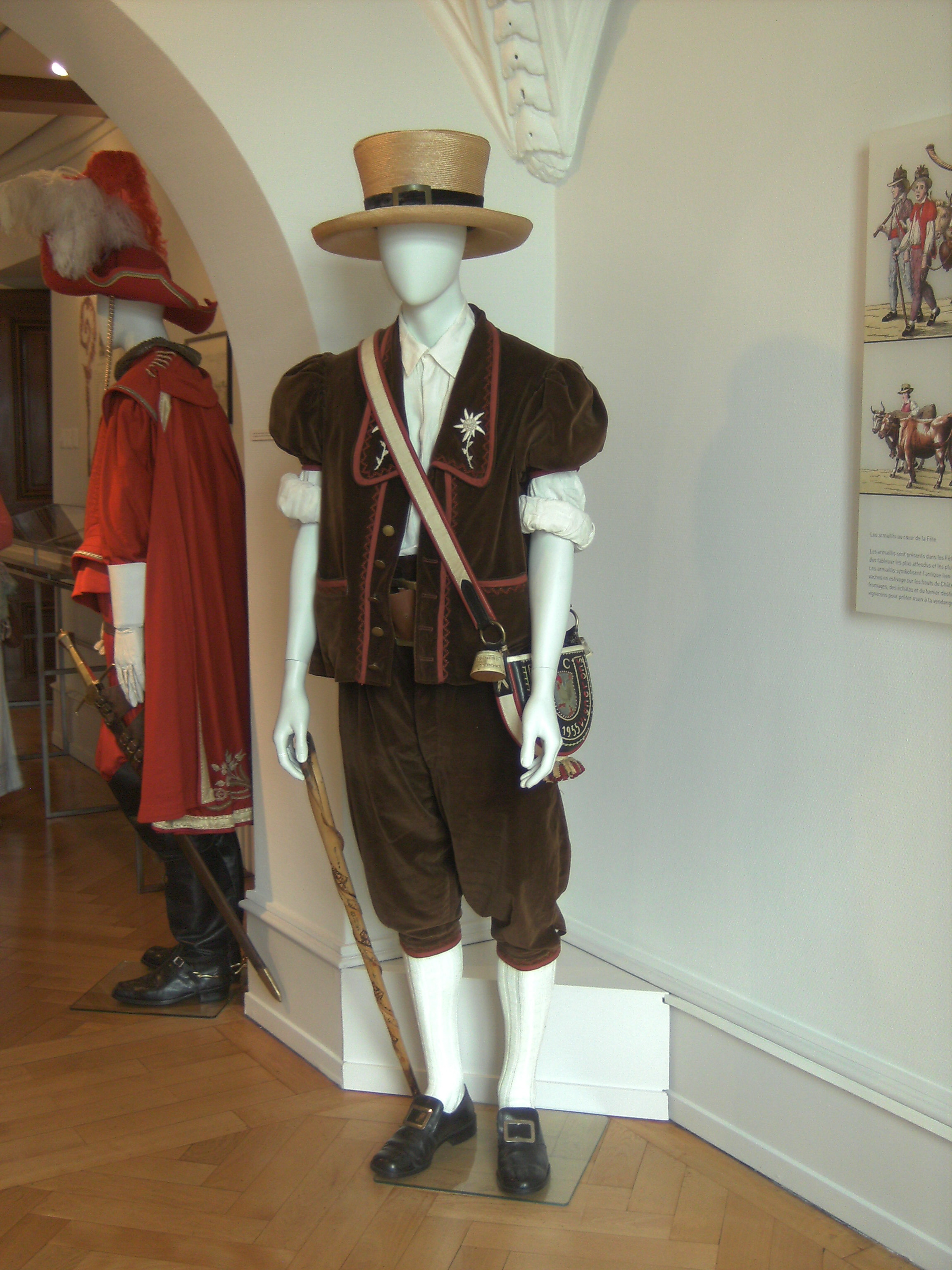
Costume de l'armailli tel que le portait Roger Cochard pour chanter le Lyoba (le Ranz des vaches) en 1955[15],[29].
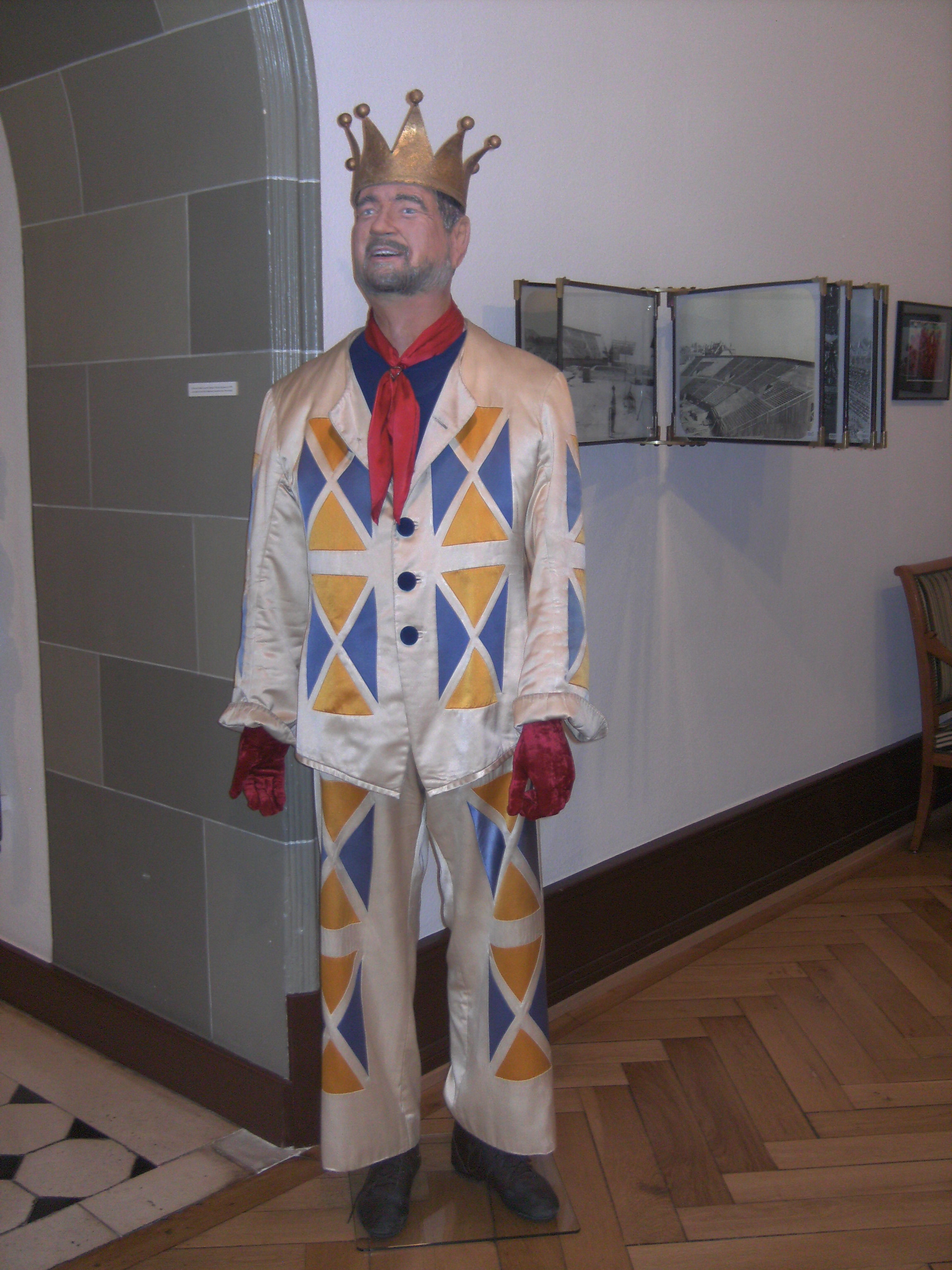
Costume d'Arlevin, « roi » de la fête de 1999 incarné par Laurent Sandoz.
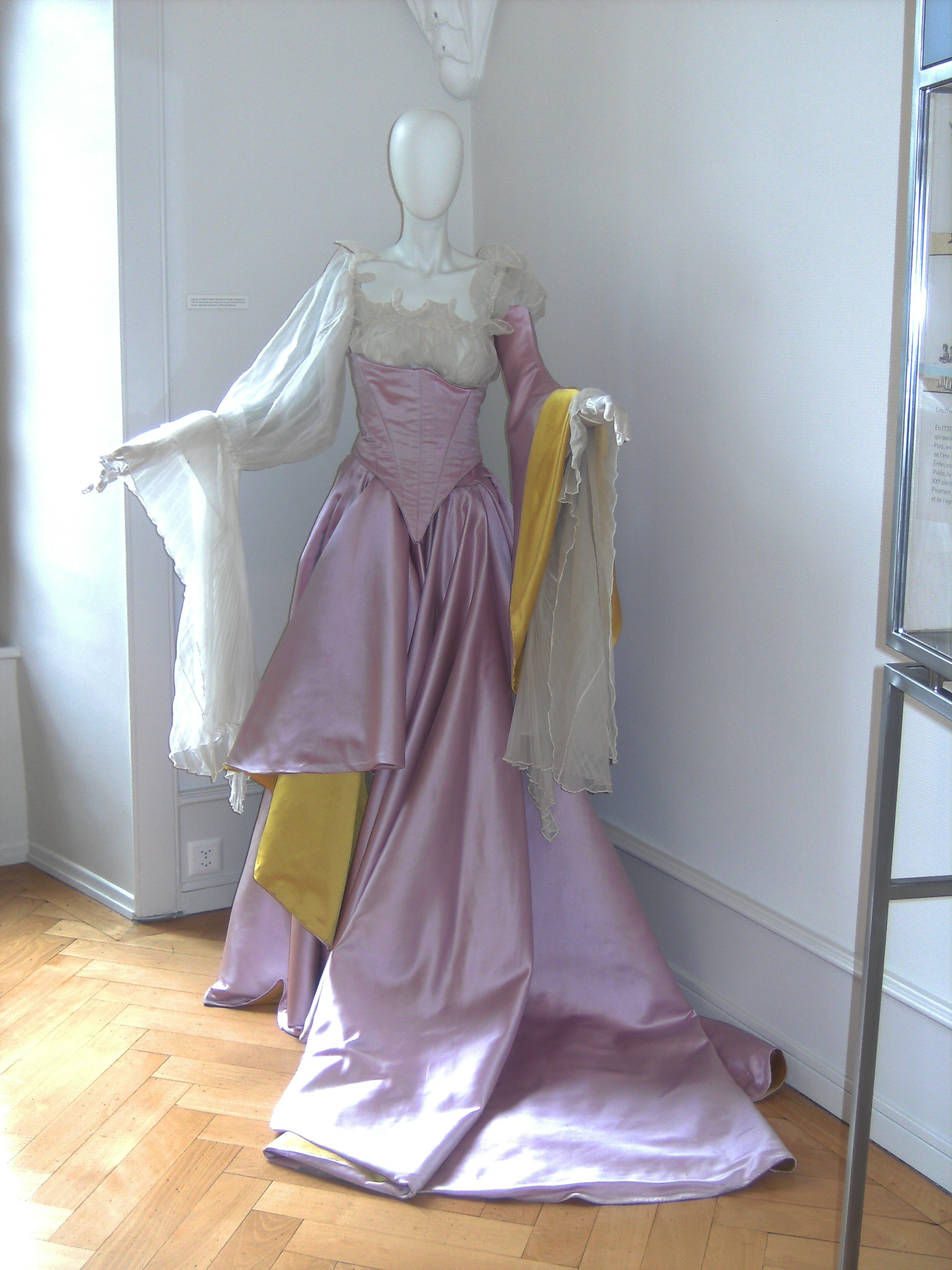
Costume de Palès, créé par Christian Lacroix et porté par Florence Faure (1999).
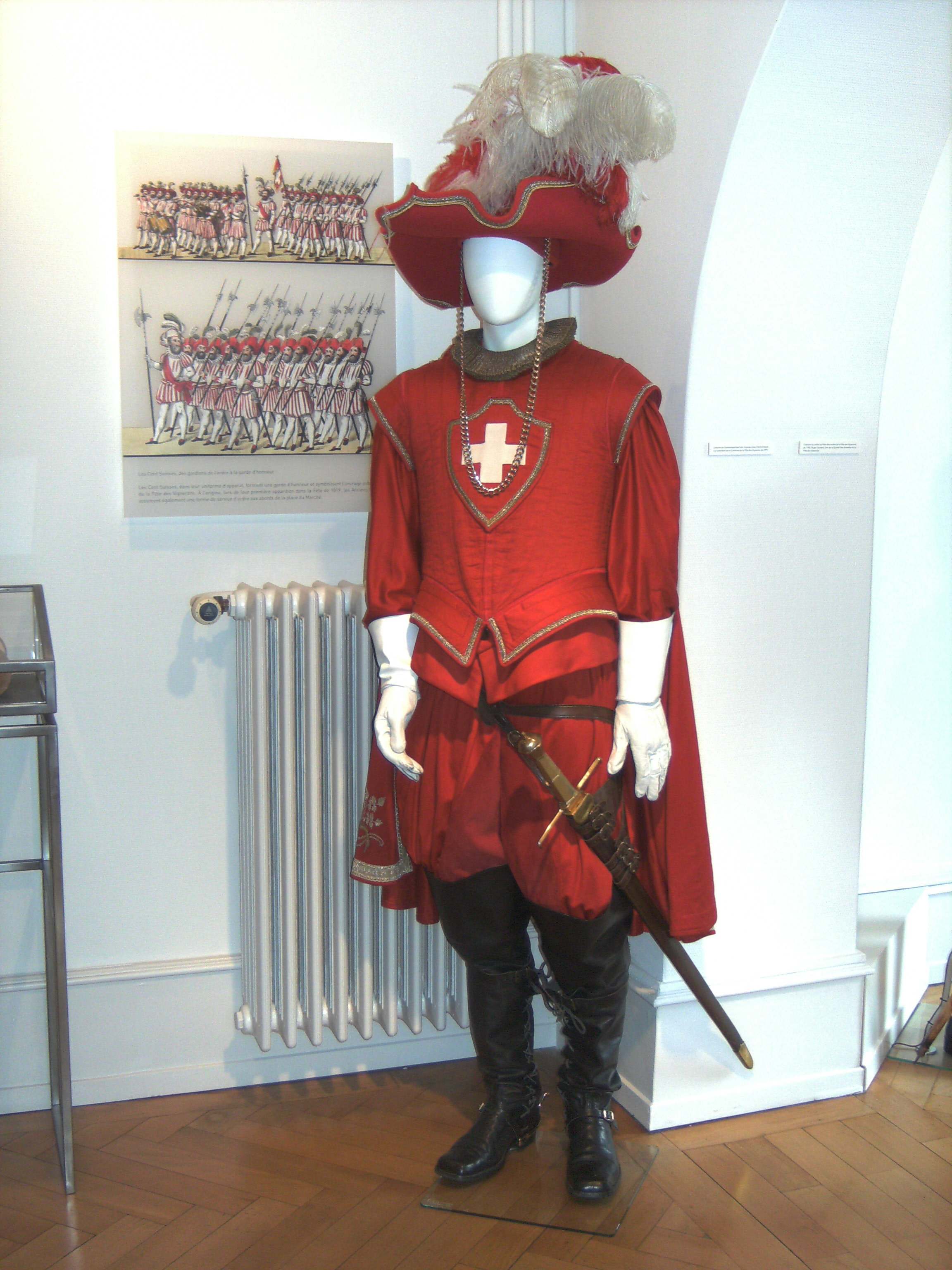
Costume du Commandant des Cent-Suisses, personnage incarné par Jean-Pierre Chollet (1999).

### Affiches

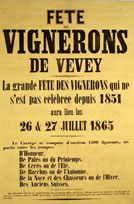
Affiche de 1865.
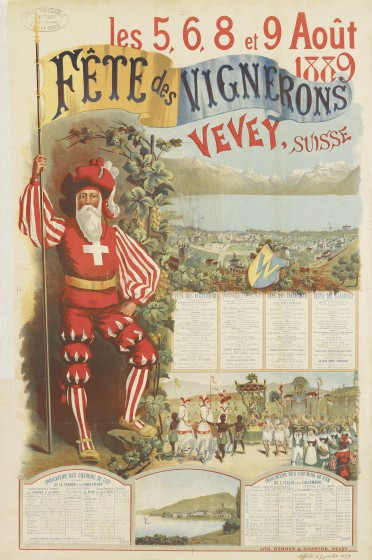
Affiche de 1889.
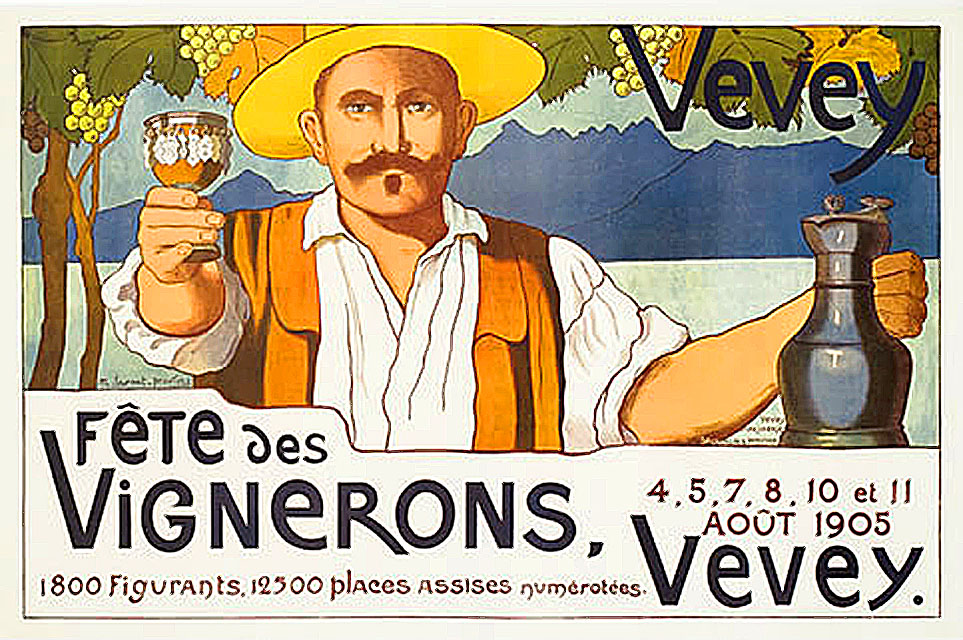
Affiche de 1905.

### Pièces commémoratives

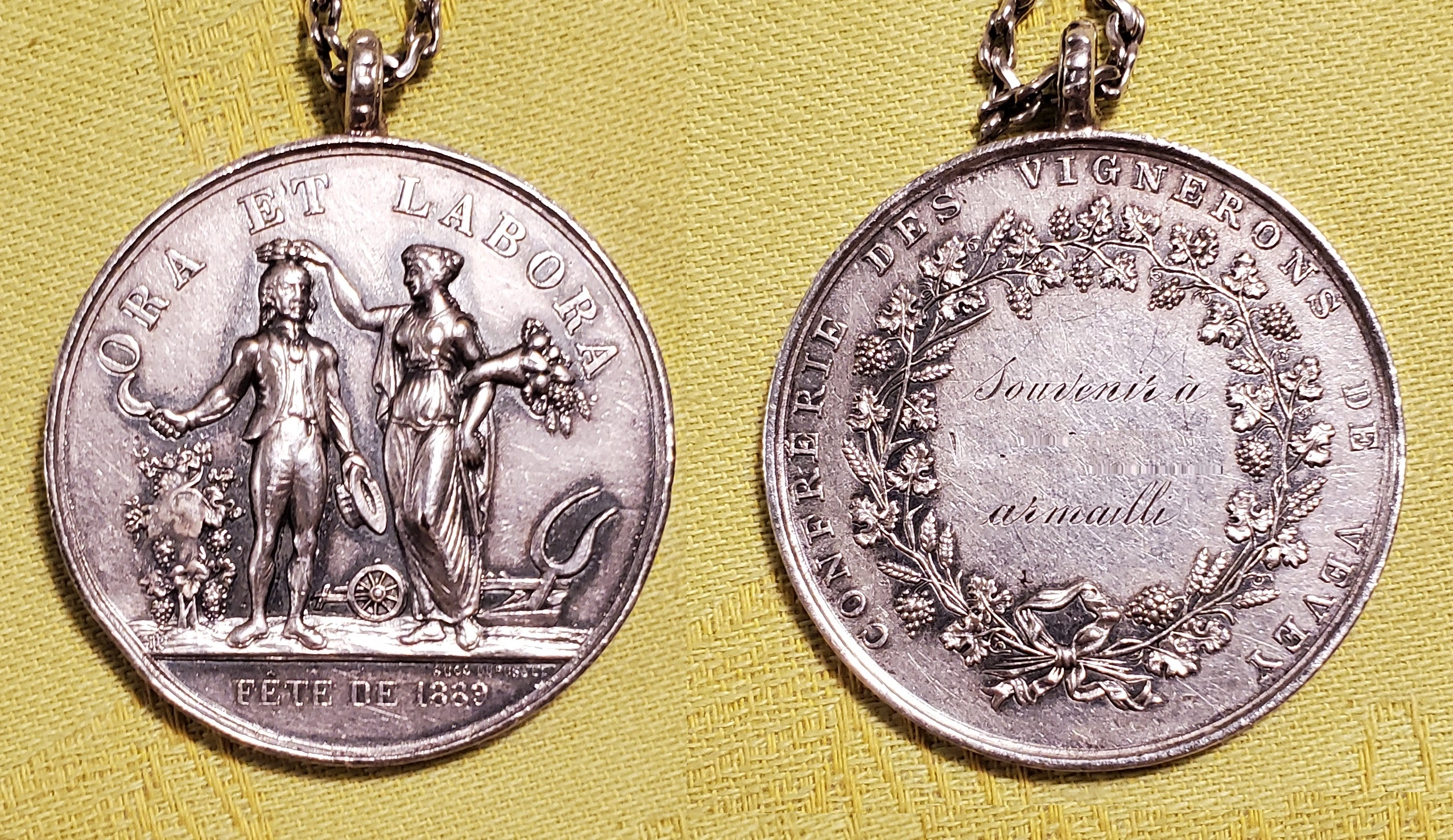
Médaille de la fête des Vignerons de 1889 montée en pendentif.
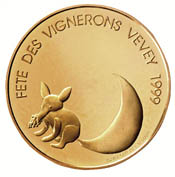
Pièce de 100 francs.
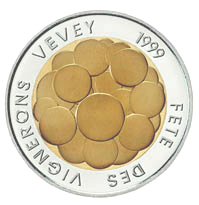
Pièce de 5 francs.

Pour l'édition de 1999, Swissmint a frappé deux pièces de monnaie commémoratives.